# Стак-Гомпа
Стак-Гомпа — буддийский монастырь-гомпа в Лех (округ), Ладакх, северная Индия, в 15 км южнее Леха. Основан ламой Лхаванг Лотус в XIV веке. Монастырская библиотека включает 108 томов Канджура. Каждый год здесь проходит мистерия цам. Некоторое время служил резиденцией ладакхской королевской семьи.
Этот дворец был перестроен в первой четверти девятнадцатого века монархом Лады, МГ Цепалом Тхондупом Намгьялом. Часть дворца превратилась в музей, где выставлены все виды религиозной утвари и принадлежности королевской семьи.